# Tiefenbronn
Tiefenbronn è un comune tedesco di 5 475 abitanti, situato nel land del Baden-Württemberg.